# Thisted gymnasium
Thisted gymnasium är ett gymnasium i Thisted, Danmark. Skolan har ungefär 500 elever som kan ta antingen almen studentereksamen (stx) eller højere forberedelseseksamen (hf). Den nuvarande byggnaden är från 1974 och ritades av Friis & Moltke. Den har sedan dess byggts ut vid flera tillfällen.